# Giovanni Battista Bassano
Giovanni Battista Bassano, pseudonimo di Giovanni Battista Dal Ponte (Bassano del Grappa, 4 marzo 1553 – Bassano del Grappa, 9 marzo 1613), è stato un pittore italiano, del periodo rinascimentale, attivo prevalentemente a Venezia.

## Biografia

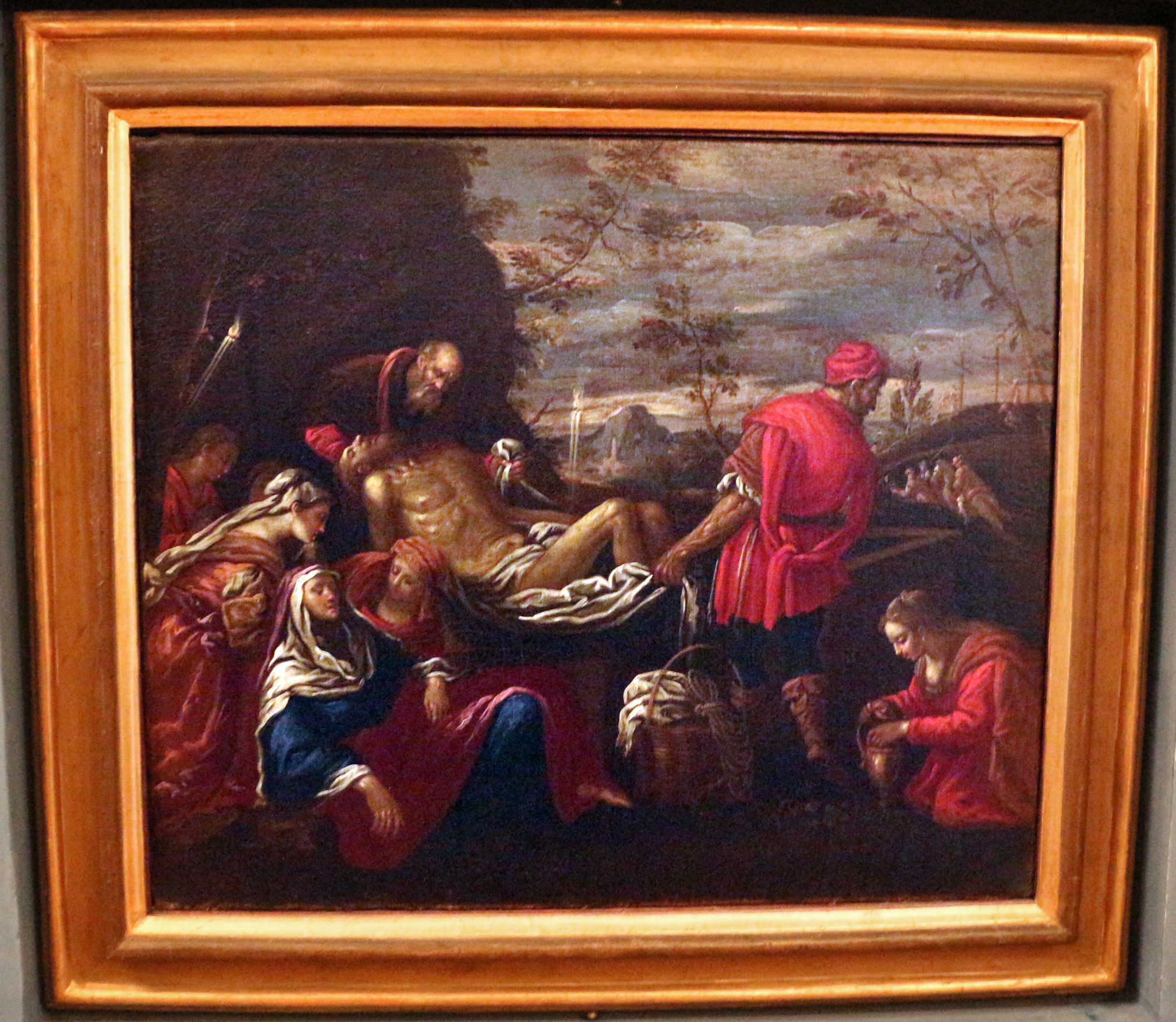
Trasporto di Cristo al Sepolcro e svenimento di Maria

Giovanni Battista Bassano nacque a Bassano del Grappa il 4 marzo 1553, terzogenito di 
Elisabetta Merzari e del pittore veneto Jacopo Bassano, l'artista più rappresentativo della famiglia ma anche l'iniziatore di una pittura di genere che successivamente ebbe grande diffusione nel Veneto, e che in alcune sue opere riprese lo stile luministico del Tintoretto.
Come tutti i suoi quattro fratelli maschi Giovanni Battista Bassano si dedicò alla pittura e si mise in evidenza soprattutto nelle pale realizzate nel 1593 in collaborazione con Luca Martinelli per la chiesa parrocchiale di Rosà (Bassano del Grappa).
Inoltre di notevole rilevanza si dimostrarono la tela raffigurante i Santi Sebastiano, Leandro, Antonio Abate, Rocco e Giovanni Evangelista, firmata e datata 1598, anche se un incendio danneggiò l'opera, che è attualmente conservata al Museo civico di Bassano del Grappa, oltre che la Vergine col Bambino e i Santi Battista e Bartolomeo, firmata e datata 1612, della parrocchiale di San Bortolo di Crosara, dove emersero soprattutto tendenze stilistiche manieristiche.
Grande fama e notorietà ebbe Bassano presso i suoi contemporanei anche per l'attività di copista delle opere del padre.

## Opere
- Pale per la chiesa parrocchiale di Rosà (1593);
- Tela con Santi Sebastiano, Leandro, Antonio Abate, Rocco e Giovanni Evangelista (1598);
- Vergine col Bambino e i Santi Battista e Bartolomeo, per la parrocchiale di San Bortolo di Crosara (1612).